# Peterlaš
Petrlaš (cyr. Петерлаш) – wieś w Serbii, w okręgu pirockim, w gminie Dimitrovgrad. W 2011 roku liczyła 11 mieszkańców.